# Chalino Sánchez
Chalino Sánchez, celým jménem Rosalino Sánchez Félix, (30. srpna 1960 – 16. května 1992) byl mexický zpěvák.
Narodil se na malém ranči Las Flechas v obci El Guayabo v mexickém státě Sinaloa jako nejmladší z osmi sourozenců. V patnácti letech zastřelil muže, který znásilnil jeho sestru. Poté se usadil v Tijuaně a stal se kojotem, mužem, který nelegálně převádí Mexičany přes hranici do USA. Později se sám usadil v USA, zpočátku pracoval na různých farmách, později mj. myl nádobí, prodával drogy a také pomáhal svému bratrovi s převáděním imigrantů. Bratr byl v roce 1984 zavražděn, on sám přibližně ve stejné době strávil několik měsíců ve vězení, kde psal písně (corridos) inspirované příběhy ostatních vězňů. Po návratu z vězení začal své písně také nahrávat ve studiu a vydávat na deskách.
Dne 25. ledna 1992 vystupoval v klubu Plaza Los Arcos v kalifornském městě Coachella. Místní muž na něj při koncertu čtyřikrát vystřelil, načež se Sánchez pokusil střelbu vlastní zbraní opětovat, ale nezasáhl (zabil však jiného návštěvníka a několik dalších bylo zraněno). Střelec byl nakonec jeho vlastní zbraní postřelen a jak on, tak i Sánchez byli ve vážném stavu převezeni do nemocnice. Střelec byl následně odsouzen a uvězněn za pokus o vraždu, v roce 2023 byl propuštěn.
Dne 15. května 1992 vystupoval v podniku Salón Bugambilias v Culiacánu. Během koncertu mu někdo podal papír se vzkazem, není zcela jasné, co v něm stálo, ale má se za to, že obsahoval výhrůžku smrtí. Z koncertu se později objevilo video, na kterém Sánchez jeví známky obav, ale nakonec papír zmačká a pokračuje ve zpěvu. V noci po cestě z koncertu bylo jeho auto zastaveno muži s policejními průkazy. Bylo mu řečeno, že jej chce vidět jejich nadřízený, načež s nimi odjel. Následujícího rána bylo nalezeno jeho tělo se dvěma střelnými ranami na hlavě u silnice na předměstí Culiacánu.
Jeho syn Adán (1984–2004) byl rovněž hudebník, který zahynul při autonehodě ve svých 19 letech.